# Ischnodes
Ischnodes is een geslacht van kevers uit de familie  
kniptorren (Elateridae).
Het geslacht is voor het eerst wetenschappelijk beschreven in 1844 door Germar.

## Soorten
Het geslacht omvat de volgende soorten:
- Ischnodes elguetai Aranda, 1999
- Ischnodes kadleci Mertlik, 2005
- Ischnodes maiko Suzuki, 1985
- Ischnodes reedi Candèze, 1881
- Ischnodes sanguinicollis (Panzer, 1793)
- Ischnodes sibiricus Cherepanov, 1966